# Gallegos de Solmirón
Gallegos de Solmirón là một đô thị vùng núi ở tỉnh Salamanca, phía tây Tây Ban Nha, cộng đồng tự trị Castile-Leon. Đô thị này có cự ly 60 kilômét so với thành phố tỉnh lỵ Salamanca và có dân số 167 người.

## Địa lý
Đô thị này có diện tích 30,82 km².
Đô thị này nằm ở khu vực có độ cao 1107 mét trên mực nước biển.
Mã số bưu chính là 37751.